# Jeffrey Hoogervorst
Jeffrey Hoogervorst (* 23. Oktober 1984 in Amsterdam) ist ein ehemaliger niederländischer Fußballspieler. Er spielte auf der Position des Innenverteidigers und war zuletzt beim spanischen GCE Villaralbo unter Vertrag.

## Vereinskarriere
Als Jugendspieler von Ajax Amsterdam durchlief er alle Jugendmannschaften des Vereins bis zur Amateurmannschaft. Als man ihm nach der Saison 2001/02 keinen Vertrag anbot, sondern stattdessen Johnny Heitinga in den Profikader beförderte, versuchte er sein Glück im Ausland.
2002 unterschrieb er daraufhin seinen ersten Profivertrag beim damaligen Segunda-División-Team Sporting Gijón, welches ihm sogleich für ein Jahr an den Drittligisten Club Mariono de Luanco verlieh. Die Verpflichtung von Hoogervorst bedeutete für Luanco einen Meilenstein in ihrer Vereinsgeschichte, da er der erste Legionär in der Historie des Vereins war. Nach 27 Saisoneinsätzen mit 4 Torerfolgen, holte ihn Gijón zur Saison 2003/04 in ihren Profikader zurück. Nach zwei Spielzeiten mit insgesamt nur 10 Kurzeinsätzen, schaffte er in der Saison 2005/06 den Durchbruch bei den Asturiern. Gijón kassierte die Saison über mit 34 Gegentoren die zweitwenigsten aller Vereine in der Segunda División, was zu einem Großteil das Verdienst des groß aufspielenden Hoogervorst war.
Zur Saison 2006/07 gelang ihm daraufhin der nächste Karrieresprung, als ihn Real Madrid für die B-Mannschaft verpflichtete. Doch in Madrid kam er in einem halben Jahr zu lediglich 30 Spielminuten im Spiel gegen Albacete Balompié. In Folge drängte er in der Winterübertrittszeit auf einen Wechsel und wurde überraschend von Reals großem Konkurrenten FC Barcelona für deren B-Mannschaft verpflichtet.
In Barcelona erlangte er wieder einen Stammplatz und absolvierte 16 Saisoneinsätze mit einem Torerfolg. Trotzdem konnte er die Mannschaft am Ende der Saison nicht vor dem Abstieg in die Drittklassigkeit bewahren. Nach dem Abstieg bat er daraufhin um die Freigabe von Barcelona, um seine Karriere in einer höheren Liga voranzutreiben. Es folgten Probetrainings in England bei Sheffield United und in der Schweiz beim von Ciriaco Sforza betreuten FC Luzern. Für Luzern absolvierte er 6 Testspiele mit einem Torerfolg, woraufhin er ein Vertragsangebot vorgelegt bekam. In Folge schaltete sich der frischbestellte Trainer der B-Mannschaft der Katalanen, Pep Guardiola höchstpersönlich ein, um ihn doch noch zum Verbleib in Barcelona zu überzeugen. Hoogervorst beeindruckte die von Guardiola dargebotene Perspektive und blieb.
In einem Vorbereitungsspiel zur Saison 2007/08 verletzte er sich daraufhin folgenschwer an den Adduktoren und fiel für 14 Monate aus. Da sogar ein Karriereende nicht ausgeschlossen war, wurde er am Ende der Saison, ohne ein reguläres Spiel unter Guardiola absolviert zu haben, von Barcelona entlassen.
Als er im Februar 2009 wieder spielfähig wurde, absolvierte er 2 Probetrainings beim FC Zwolle und dem FC Volendam. In Zwolle wollte man ihn unter Vertrag nehmen, was jedoch an der miserablen Finanzlage des Vereins scheiterte. In Volendam war er daraufhin 3 Monate beim Verein, ehe man sich gegen eine Verpflichtung des Spielers entschied.
Zur Saison 2009/10 kehrte er daraufhin zum frisch in die Tercera Division II (vierthöchste Spielklasse in Spanien) abgestiegenen Mariono de Luanco. Der Verein gab bekannt, mit Hoogervorst den sofortigen Wiederaufstieg schaffen zu wollen.
Hoogervorst selbst äußerte sich wie folgt über den Wechsel:

„Zu meiner ersten Spielzeit in Luanco war ich ein unerfahrener Jugendspieler. Nun habe ich eine Familie und einen Sohn. Es geht um viel für mich. Ich möchte über Luanco zurück in den Profifußball“

Sein älterer Bruder, Marc Hoogervorst, ist ebenfalls Profifußballer auf der Position des Torwarts. Nach durchlaufener Jugendakademie von Ajax Amsterdam, war er zuletzt beim Niederländischen Zweitligisten FC Omniworld unter Vertrag.

## Nationalmannschaft
Während seiner Zeit bei Ajax Amsterdam wurde Hoogervorst mehrfach in die Niederländische U-16 und U-18 Auswahl berufen.
Nach seinem Wechsel nach Spanien wurde er nicht mehr für eine Niederländische Auswahlmannschaft berücksichtigt.